# Élections législatives de 1973 dans l'Eure
Les élections législatives françaises de 1973 se déroulent les 4 et 11 mars 1973.
Dans le département de l'Eure, trois députés sont à élire dans le cadre de trois circonscriptions.

## Élus
| Circonscription | Député sortant  | Parti | Parti | Député élu ou réélu | Parti | Parti |
| --------------- | --------------- | ----- | ----- | ------------------- | ----- | ----- |
| 1re             | Jean de Broglie |       | RI    | Jean de Broglie     |       | RI    |
| 2e              | Jean Lainé      |       | RI    | Claude Michel       |       | PS    |
| 3e              | André Delahaye  |       | UDR   | Rémy Montagne       |       | CD    |
| 4e              | René Tomasini   |       | UDR   | René Tomasini       |       | UDR   |

## Résultats

### Résultats à l'échelle du département
| Parti                 | Parti                                   | Premier tour | Premier tour | Second tour | Second tour | Sièges |
| Parti                 | Parti                                   | Voix         | %            | Voix        | %           | Sièges |
| --------------------- | --------------------------------------- | ------------ | ------------ | ----------- | ----------- | ------ |
|                       | Union des démocrates pour la République | 42 203       | 21,68        | 41 564      | 21,63       | 1      |
|                       | Républicains indépendants               | 34 440       | 17,69        | 31 818      | 16,56       | 1      |
|                       | Divers droite                           | 1 320        | 0,68         |             |             | 0      |
|                       | Union des républicains de progrès       | 77 963       | 40,05        | 73 382      | 38,19       | 2      |
|                       |                                         |              |              |             |             |        |
|                       | Parti communiste français               | 37 958       | 19,50        | 61 433      | 31,97       | 0      |
|                       | Parti socialiste                        | 32 877       | 16,89        | 15 160      | 7,89        | 1      |
|                       | Parti socialiste unifié                 | 5 920        | 3,04         |             |             | 0      |
|                       | Union de la gauche                      | 76 755       | 39,43        | 76 593      | 39,89       | 1      |
|                       |                                         |              |              |             |             |        |
|                       | Mouvement réformateur                   | 35 305       | 18,14        | 42 178      | 21,95       | 1      |
|                       | Extrême gauche dont LO et LCR           | 3 296        | 1,69         |             |             | 0      |
|                       | Front national                          | 763          | 0,39         | 0           |             |        |
|                       | Divers                                  | 572          | 0,29         | 0           |             |        |
|                       |                                         |              |              |             |             |        |
| Inscrits              | Inscrits                                | 237 682      | 100,00       | 237 467     | 100,00      | 4      |
| Abstentions           | Abstentions                             | 38 174       | 16,06        | 38 801      | 16,34       |        |
| Votants               | Votants                                 | 199 508      | 83,94        | 198 666     | 83,66       |        |
| Blancs et nuls        | Blancs et nuls                          | 4 854        | 2,43         | 6 513       | 3,28        |        |
| Exprimés              | Exprimés                                | 194 654      | 97,57        | 192 153     | 96,72       |        |
| Source : Data.gouv.fr |                                         |              |              |             |             |        |

### Résultats par circonscription

#### Première circonscription (Évreux)
| Candidat       | Candidat                      | Parti                     | Premier tour | Premier tour | Second tour | Second tour |  |
| Candidat       | Candidat                      | Parti                     | Voix         | %            | Voix        | %           |  |
| -------------- | ----------------------------- | ------------------------- | ------------ | ------------ | ----------- | ----------- |  |
|                | Jean de Broglie sortant réélu | RI (URP)                  | 23 566       | 40,5         | 31 818      | 56,56       |  |
|                | Rolland Plaisance             | PCF                       | 12 592       | 21,64        | 24 439      | 43,44       |  |
|                | Georges Schiffmacher          | PS (UGSD)                 | 10 931       | 18,79        | Retrait     | Retrait     |  |
|                | Michel Desnos                 | CD (MR)                   | 7 168        | 12,32        |             |             |  |
|                | Jean Vasseur                  | PSU                       | 1 659        | 2,85         |             |             |  |
|                | Philippe Prévost              | Divers droite             | 1 315        | 2,26         |             |             |  |
|                | Alfred Recours                | LCR                       | 947          | 1,63         |             |             |  |
|                | Georges Le Coadou             | Divers droite (Gaulliste) | 5            | 0,01         |             |             |  |
|                |                               |                           |              |              |             |             |  |
| Inscrits       | Inscrits                      | Inscrits                  | 72 020       | 100,00       | 72 007      | 100,00      |  |
| Abstentions    | Abstentions                   | Abstentions               | 12 538       | 17,41        | 12 977      | 18,02       |  |
| Votants        | Votants                       | Votants                   | 59 482       | 82,59        | 59 030      | 81,98       |  |
| Blancs et nuls | Blancs et nuls                | Blancs et nuls            | 1 299        | 2,18         | 2 773       | 4,7         |  |
| Exprimés       | Exprimés                      | Exprimés                  | 58 183       | 97,82        | 56 257      | 95,3        |  |

#### Deuxième circonscription (Bernay)
| Candidat       | Candidat                 | Parti          | Premier tour | Premier tour | Second tour | Second tour |  |
| Candidat       | Candidat                 | Parti          | Voix         | %            | Voix        | %           |  |
| -------------- | ------------------------ | -------------- | ------------ | ------------ | ----------- | ----------- |  |
|                | François Couraye du Parc | CD (MR)        | 8 800        | 21,95        | 10 886      | 26,65       |  |
|                | Jean Beauvais            | UDR (URP)      | 8 416        | 21           | 14 799      | 36,23       |  |
|                | Guy de Milleville        | RI             | 7 726        | 19,27        | Retrait     | Retrait     |  |
|                | Claude Michel élu        | PS (UGSD)      | 7 436        | 18,55        | 15 160      | 37,12       |  |
|                | Denis Saint-Thaurin      | PCF            | 5 896        | 14,71        | Retrait     | Retrait     |  |
|                | Roger Cueiuille          | PSU            | 1 810        | 4,52         |             |             |  |
|                |                          |                |              |              |             |             |  |
| Inscrits       | Inscrits                 | Inscrits       | 50 344       | 100,00       | 50 343      | 100,00      |  |
| Abstentions    | Abstentions              | Abstentions    | 8 969        | 17,82        | 8 761       | 17,4        |  |
| Votants        | Votants                  | Votants        | 41 375       | 82,18        | 41 582      | 82,6        |  |
| Blancs et nuls | Blancs et nuls           | Blancs et nuls | 1 291        | 3,12         | 737         | 1,77        |  |
| Exprimés       | Exprimés                 | Exprimés       | 40 084       | 96,88        | 40 845      | 98,23       |  |

#### Troisième circonscription (Louviers)
| Candidat       | Candidat               | Parti          | Premier tour | Premier tour | Second tour | Second tour |  |
| Candidat       | Candidat               | Parti          | Voix         | %            | Voix        | %           |  |
| -------------- | ---------------------- | -------------- | ------------ | ------------ | ----------- | ----------- |  |
|                | Rémy Montagne élu      | CD (MR)        | 12 904       | 27,55        | 25 490      | 55,01       |  |
|                | André Delahaye sortant | UDR (URP)      | 10 670       | 22,78        | 1 425       | 3,08        |  |
|                | Raoul Clouet           | PCF            | 9 585        | 20,47        | 19 419      | 41,91       |  |
|                | Michel Doucet          | PS (UGSD)      | 8 211        | 17,53        | Retrait     | Retrait     |  |
|                | Jean Schneider         | RI             | 3 148        | 6,72         |             |             |  |
|                | Jean-Claude Cotentin   | LO             | 1 170        | 2,5          |             |             |  |
|                | Christophe Wargny      | PSU            | 1 145        | 2,44         |             |             |  |
|                |                        |                |              |              |             |             |  |
| Inscrits       | Inscrits               | Inscrits       | 57 106       | 100,00       | 56 910      | 100,00      |  |
| Abstentions    | Abstentions            | Abstentions    | 9 196        | 16,1         | 8 591       | 15,1        |  |
| Votants        | Votants                | Votants        | 47 910       | 83,9         | 48 319      | 84,9        |  |
| Blancs et nuls | Blancs et nuls         | Blancs et nuls | 1 077        | 2,25         | 1 985       | 4,11        |  |
| Exprimés       | Exprimés               | Exprimés       | 46 833       | 97,75        | 46 334      | 95,89       |  |

#### Quatrième circonscription (Les Andelys)
| Candidat       | Candidat                    | Parti          | Premier tour | Premier tour | Second tour | Second tour |  |
| Candidat       | Candidat                    | Parti          | Voix         | %            | Voix        | %           |  |
| -------------- | --------------------------- | -------------- | ------------ | ------------ | ----------- | ----------- |  |
|                | René Tomasini sortant réélu | UDR (URP)      | 23 117       | 46,65        | 25 340      | 52,01       |  |
|                | Marcel Larmanou             | PCF            | 9 885        | 19,95        | 17 575      | 36,08       |  |
|                | Maurice Burette             | MR             | 6 433        | 12,98        | 5 802       | 11,91       |  |
|                | Roger Dore                  | PS (UGSD)      | 6 299        | 12,71        | Retrait     | Retrait     |  |
|                | André Goudeau               | PSU            | 1 306        | 2,64         |             |             |  |
|                | Jack Houdet                 | LCR            | 1 179        | 2,38         |             |             |  |
|                | Pierre Surgeon              | FN             | 763          | 1,54         |             |             |  |
|                | Pierre Carlier              | Divers         | 572          | 1,15         |             |             |  |
|                |                             |                |              |              |             |             |  |
| Inscrits       | Inscrits                    | Inscrits       | 58 212       | 100,00       | 58 207      | 100,00      |  |
| Abstentions    | Abstentions                 | Abstentions    | 7 471        | 12,83        | 8 472       | 14,55       |  |
| Votants        | Votants                     | Votants        | 50 741       | 87,17        | 49 735      | 85,45       |  |
| Blancs et nuls | Blancs et nuls              | Blancs et nuls | 1 187        | 2,34         | 1 018       | 2,05        |  |
| Exprimés       | Exprimés                    | Exprimés       | 49 554       | 97,66        | 48 717      | 97,95       |  |